# Redukowanie
Redukowanie – technika obróbki kulinarnej polegająca na zagęszczaniu potrawy przez odparowanie wody lub innych płynów na małym ogniu. Stosowana w odniesieniu do sosów, konfitur lub dżemów.